# 宇都宮動物園
宇都宮動物園（うつのみやどうぶつえん）は、栃木県宇都宮市にある民営の動物園。コンセプトは「自然とどうぶつとこどもたち」のふれあいテーマパーク。 

## 概要

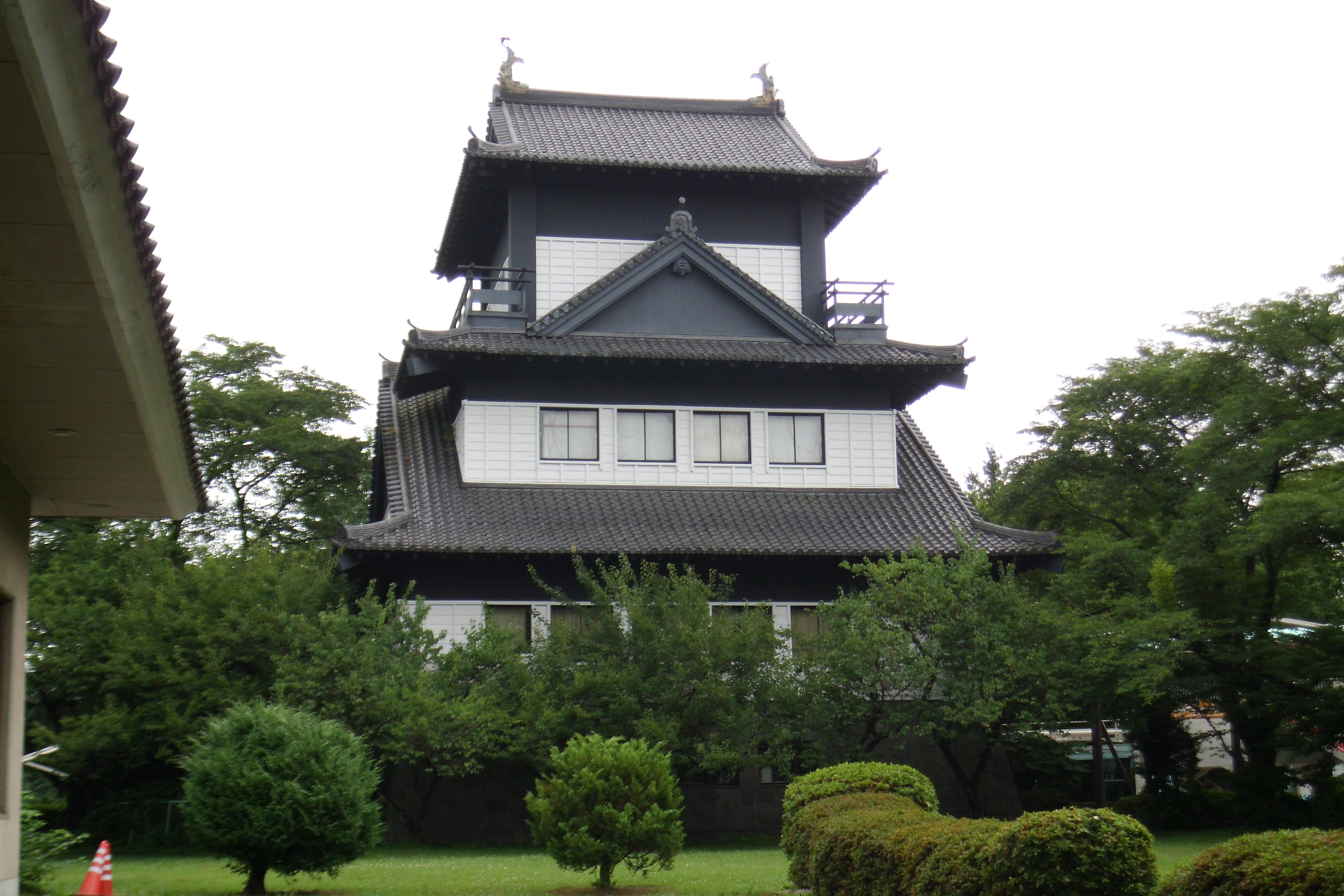
再現宇都宮城

宇都宮動物園は、動物の距離が近く、実際に触れ合えることが魅力の一つとしている。動物園内には遊園地も併設しているほか、夏季限定で営業しているちびっこプールもあり、冬季はこのプールが釣り堀として機能する。園内には天守閣風建築物の宇都宮城もある。
毎月20日は「アニマルの日」とし、イベントを開催している。
イベントや教育の場に飼育員と動物の派遣を行う移動動物園「わくわくランド」を実施している。
園内では主に草食動物向けにカットした野菜などの餌も販売し、来園者が自由に餌やり体験できる。

## 沿革
宇都宮動物園としての開園は1981年だが、前身となる施設として大都観光綜合開発が1969年4月に河内町上田原に大都ランド宇都宮動物遊園地を開業した。1971年頃に宇都宮動物ランドへ名称変更し、1977年3月に宇都宮市上金井町の現在地へ移転。1981年8月に運営会社が二度目の不渡を出し倒産した。動物ランド自体は黒字経営であったが、動物ランドの利益をグループの不採算部門につぎ込み、債務超過となったのが倒産の要因である。債権会社の荒大産業が経営を引き継ぎ、1981年8月中に現在の運営会社である有限会社宇都宮動物園を新規に設立し、宇都宮動物園として再出発した。
2003年に先代園長が病に倒れ、証券マンだった現園長が就任した。エサ代確保のため宇都宮市内の商店や企業の広告を動物の檻などに出すようになり年間150万円の利益となっている。広告は飼育員による手書きである。ゾウの糞を煮詰めて紙を作り、ウンがつくお守りとして販売。動物の赤ちゃんの命名権販売など、ユニークなアイディアをだしている。

### 年表
- 1968年 - 大都観光綜合開発が山林開発に着手[9]
- 1969年4月6日 - 河内町上田原にて、大都観光綜合開発の大都ランド宇都宮動物遊園地開園[5]
- 1977年3月 - 上田原から、宇都宮市上金井の現在地へ移転[6]
- 1980年7月 - 流れるプール完成[6]
- 1981年8月 - 運営会社である大新観光が倒産、債権会社が有限会社宇都宮動物園を設立し宇都宮動物園として再出発[6]
- 1991年 - ビントロングが繁殖賞を受賞。
- 2003年 - 荒井賢治が園長に就任
- 2020年
  - 3月6日 - 遊園地エリアをレトロランド～ハラハラドキドキ遊園地～と愛称設定[10]
  - 3月7日 - キリンの赤ちゃんの命名権を販売[11]

## エピソード
- 2001年 5歳のキリンが急死し、解剖の結果、のどや胃からビニールが出てきた。隠れてビニール袋で餌を持ち込み、ビニール袋ごと与えたものが蓄積したものとみられ、これを園内で展示し危険性を啓発している[12]。
- 2004年、日本テレビ系『天才!志村どうぶつ園』（同年4月放送開始、 - 2020年9月26日）で園長（司会）の志村けんが当園を訪れ初ロケを行った[13]。
- 2014年2月 - 前年の12月25日に動物園前に年齢不詳の雄の捨て猫があった。動物園周辺への捨て犬猫は、防疫のため原則保健所送りとしており、この猫も同様の措置となるところだったが[14]、クリスマスの日にちなんで職員が提案して、猫園長さんたとして動物園で飼われることになった[15]。
- 2016年と2017年に獣医師を常勤で採用した[1]。
- 2018年11月から2019年4月末にかけて、計20匹の捨て犬。職員がブログにアップし19匹は引取先が現れ、1匹は動物園のワンワンショーの一員「でん」として飼われることになった[16][17]。
- アジアゾウの宮子のためにゾウ舎プールの改修資金をクラウドファンディングで募り、2021年8月13日より開始し13日目の同月25日に目標としていた1,300万円を突破した。プール改修工事は2021年12月より翌年3月に実施予定。クラウドファンディングの目標を上回った場合のネクストゴールとしてイヌワシの繁殖場増設を考えていたが、飼育動物の健康管理のためX線撮影装置導入に方針変更した[18]。

## 施設概要
園内は6つのエリアで構成されている。
- 動物園
  - 猛獣舎
  - ワラビー舎
  - サル山
  - なかよしランド
    - 乗馬コーナー

  - おべんとう広場（中央広場）
  - ボートのり場
- 遊園地
  - 観覧車
  - ジェットコースター
  - ゴーカート
  - アドベンチャー
  - ドラゴン
  - スカイバルーン
  - スペースカー
  - ちびっこプラザ
  - ダンボ
  - メリーゴーランド
  - 豆汽車
  - モノレール
  - ボート
  - ロックンロール
  - スワンカップ
- その他
  - ちびっこプール（夏季のみ）
  - マス釣り堀（冬季のみ）
  - 雨天休憩所
  - ペットホテル

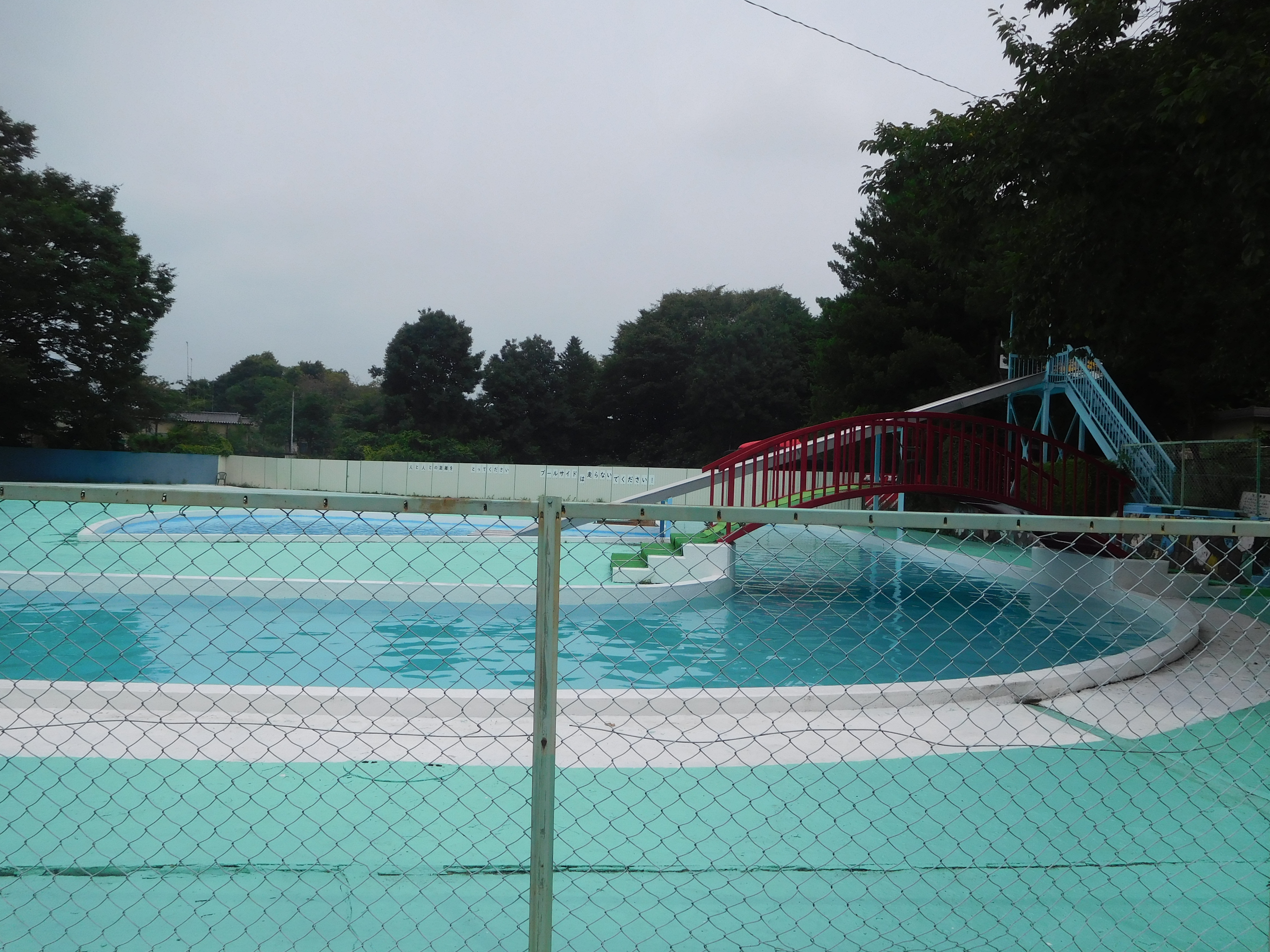
プール

  - 宇都宮城 - 前身の会社が、結婚式場・レストランとして建設したが、利用は低迷した[6]。

園内の一角に遊園地があり、入園料は動物園と共通だが、各アトラクション毎に遊具料金が設定されている。プールは別料金となるが共通券も設定している。

## 主な飼育動物
- 猛獣類
  - アムールトラ
  - ホワイトタイガー
  - ライオン
  - ホワイトライオン
  - ヨーロッパオオヤマネコ
  - クロヒョウ
  - ブチハイエナ
  - ニホンツキノワグマ
- 草食類
  - アジアゾウ
  - アミメキリン
  - カバ
  - ラマ
  - マーコール
  - ニホンジカ
  - ダマジカ
  - ベネットアカクビワラビー
- 猿類
  - エリマキキツネザル
  - ワオキツネザル
  - コモンリスザル
  - シシオザル
  - ブラッザグエノン
  - ニホンザル
  - シロテテナガザル
  - チンパンジー
- 鳥類・爬虫類
  - エミュー
  - マゼランペンギン
  - キンケイ
  - ハワイガン
  - タンチョウ
  - カンムリヅル
  - ショウジョウトキ
  - チリーフラミンゴ
  - シロフクロウ
  - フクロウ
  - メンフクロウ
  - イヌワシ
  - ヨウスコウワニ
- 小獣類
  - アフリカタテガミヤマアラシ
  - アメリカビーバー
  - マーラ
  - カピバラ
  - ホンドタヌキ
  - アライグマ
  - アカハナグマ
- ふれあい動物
  - タイワンリス
  - プレーリードッグ
  - ミーアキャット
  - ヤギ
  - ミニチュアホース
  - 口之島牛
  - ウサギ
  - モルモット

## 営業時間等
- 通常期間（3月 - 12月）：9：00 - 17:00
- 冬期期間（1月中旬 - 2月）：9：30 - 16：30

- 定休日：なし（年末年始含めて年中無休）

## 交通
- 車
  - 東北自動車道宇都宮インターチェンジから約5分（国道119号線 （日光街道）経由）[20]
  - 駐車場は大型バスも含めて無料
- バス
  - JR宇都宮駅より関東バスの日光東照宮、JR日光駅、石那田、山王団地行などで「下金井」停留所下車。徒歩約5分[20]

## 周辺
- 国道119号
- 道の駅うつのみや ろまんちっく村